# Колышкинское сельское поселение
Колы́шкинское се́льское поселе́ние — муниципальное образование в составе Старополтавского района Волгоградской области.
Административный центр — село Колышкино.

## История
Колышкинское сельское поселение образовано 17 января 2005 года в соответствии с Законом Волгоградской области № 991-ОД.

## Население
| 2010 | 2012 | 2013 | 2014 | 2015 | 2016 | 2017 |
| ---- | ---- | ---- | ---- | ---- | ---- | ---- |
| 545  | ↘525 | ↗533 | ↘504 | ↘494 | ↘492 | ↘482 |
| 2018 | 2019 | 2020 | 2021 |      |      |      |
| ↘471 | ↘464 | ↘458 | ↘430 |      |      |      |

## Состав сельского поселения
| № | Населённый пункт | Тип населённого пункта       | Население |
| - | ---------------- | ---------------------------- | --------- |
| 1 | Колышкино        | село, административный центр | ↘430      |